# Quasicooronga disconnecta
Quasicooronga disconnecta är en tvåvingeart som beskrevs av Hardy och Drew 1996. Quasicooronga disconnecta ingår i släktet Quasicooronga och familjen borrflugor. Inga underarter finns listade i Catalogue of Life.